# بسوز، پسر، بسوز

آگهی تبلیغاتی فیلم در یکی از جراید کثیر الانتشار، ۱۳۴۸ خورشیدی

بسوز، پسر، بسوز (ایتالیایی: Brucia, ragazzo, brucia) یک فیلم درام اروتیک به کارگردانی فرناندو دی لئو است که در سال ۱۹۶۹ منتشر شد. این فیلم پیش از انقلاب در ایران با نام آتش هوس دوبله و در سینماها اکران شد.

## گزیدهٔ بازیگران
- فرانسواز پروو
- مونیکا اشتریبل
- لئونورا روفو
- لوچو دالا